# NGC 1830
NGC 1830 is een open sterrenhoop in het sterrenbeeld Goudvis. Het hemelobject werd op 13 december 1834 ontdekt door de Britse astronoom John Herschel.

## Synoniemen
- ESO 56-SC56